# Đào Sĩ Chu
Đào Sĩ Chu (20 tháng 9 năm 1911 - 16 tháng 6 năm 1974) là một họa sĩ cận đại Việt Nam, được biết đến theo phong cách truyền thống của Trường Cao đẳng Mỹ thuật Đông Dương (EBAI). Ông cũng là một nhà tổ chức triển lãm nghệ thuật và tác giả về lịch sử nghệ thuật.

## Xuất thân
Đào Sĩ Chu sinh ngày 20 tháng 9 năm 1911 tại Hà Nội, con của cụ Đào Huống Mai, một nhà nho học và kỹ nghệ gia tại Hàng Trống và là em trai của các chị Đào thị Ngọc Thư (mẹ của nhạc sĩ Phạm Trọng Cầu), Đào Thị Nguyệt Minh (nữ sĩ Vân Đài) và Đào Phi Phụng.
Sau khi đậu bằng tú tài toàn phần của trường Albert Sarraut, ông được gia đình gửi sang học tập tại khoa Dược trường đại học Toulouse, Pháp Quốc. Ông tốt nghiệp Dược Sĩ Hạng Nhất (pharmacien de 1ère classe) vào cuối năm 1939.

### Trở thành họa sĩ
Từ khi còn là sinh viên, Đào Sĩ Chu đã bị thu hút bởi hội họa và ông thường học hỏi thêm về chuyên môn từ các danh họa tốt nghiệp từ Trường Mỹ thuật Đông Dương (École des beaux arts de l'Indochine, viết tắt là EBAI) như Trần Bình Lộc, Lê Phổ, Tô Ngọc Vân. 

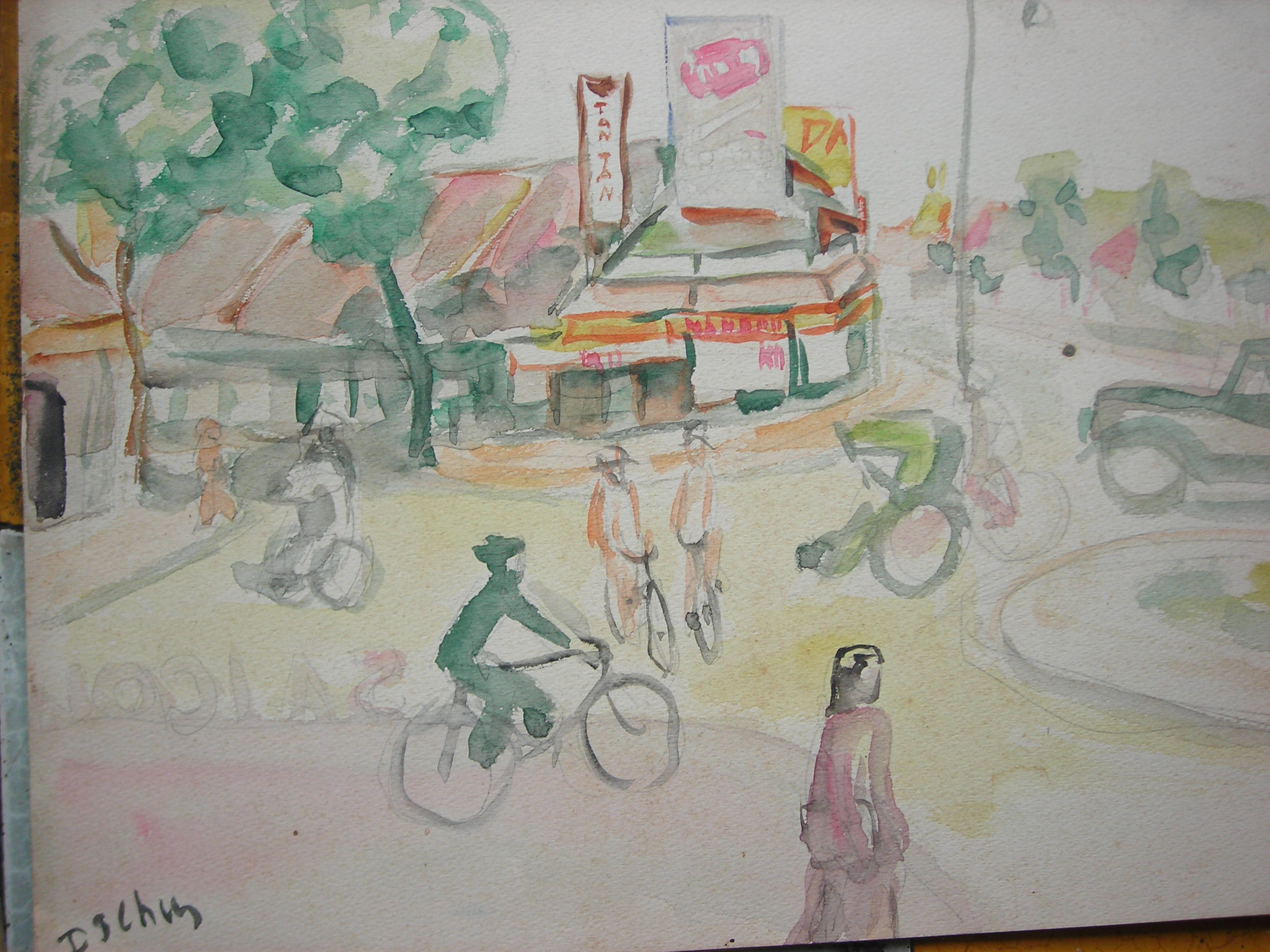
Ngã Sáu Sàigòn màu nước trên bìa cứng 24x32 1955

Năm 1949, ông sang Pháp học chuyên sâu hội họa tại một xưởng họa danh tiếng. Khoảng năm 1951, một cuộc triển lãm của Đào Sĩ Chu và họa sĩ Lê Bá Đảng (sau này cũng thành danh) được khai mạc tại phòng tranh Vibaud (Galerie Vibaud) và đã nhận được nhiều lời phê bình khen ngợi từ các tạp chí nghệ thuật Les Ponts des Arts, Le Cri de Paris,... về màu sắc và tài vẽ chân dung. Sau đó ông mở các triển lãm tranh tại Grand Palais và Salon des Indépendants mà ông là hội viên trong Hội Nghệ sĩ Độc lập (Société des Artists Indépendants).

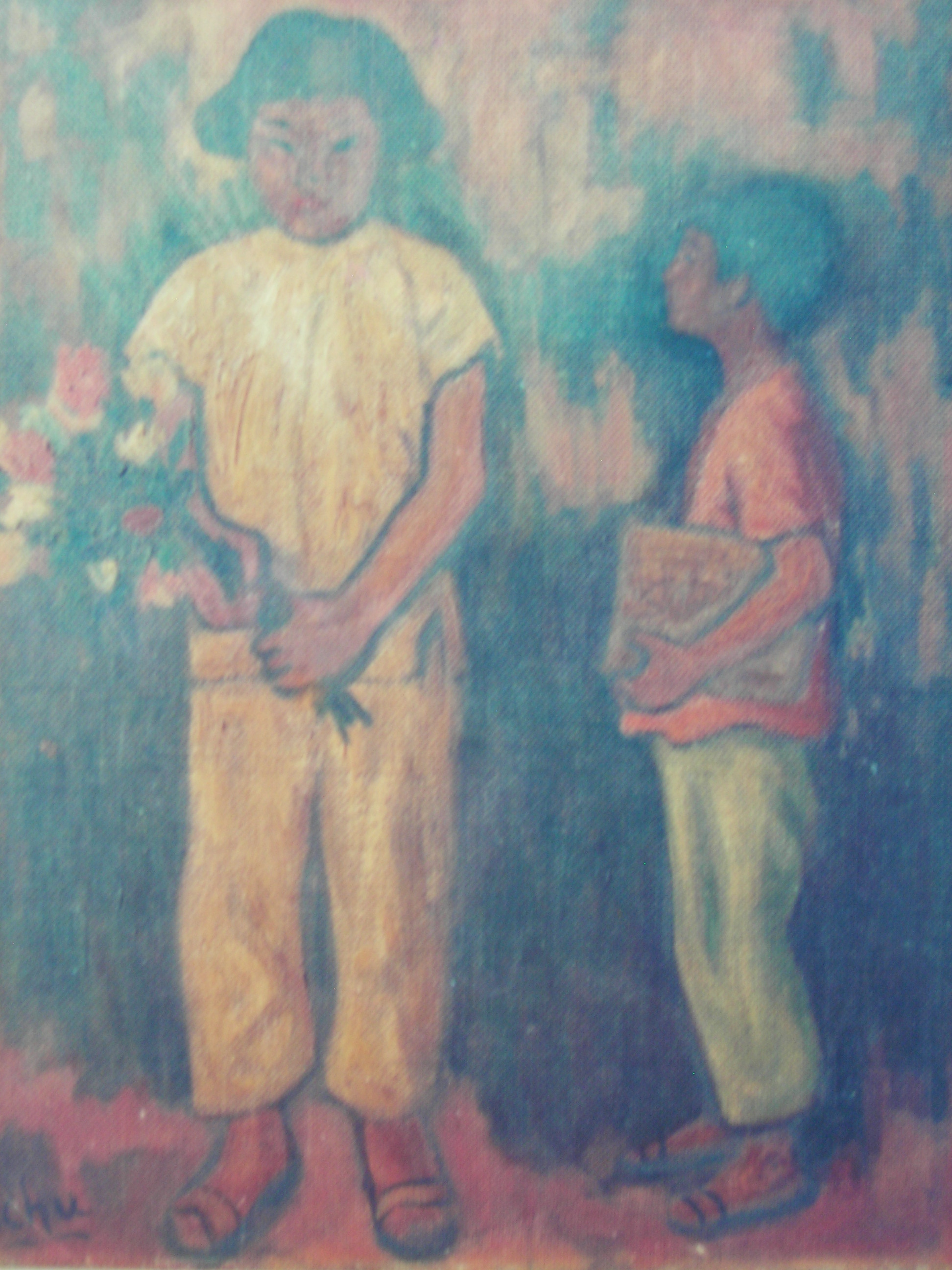
Trẻ em 46x58

Trở về nước năm 1952, ông thành lập một phòng tranh lấy tên là Liên Hương để trưng bày họa phẩm của các đồng nghiệp. Đây cũng là nơi gặp gỡ của giới trí thức và văn nghệ sĩ Hà Nội và ông cũng được mời tham gia nhiều triển lãm chung tại Nhà hát Lớn Hà Nội. Ngoài ra, ông là một nhà soạn nhạc có với hợp đồng hãng Pathé Marconi Paris sản xuất đĩa của những bản nhạc Hoàng hôn, Cố hương, Gió thu, Phụ nữ Việt Nam, Trong sương,....

### Thành công
Năm 1955, ông đoạt giải Huy chương Vàng trong cuộc triển lãm Sài gòn.
Năm 1957, Đào Sĩ Chu được bầu làm Chủ tịch Ủy ban Thuyết trình trong Đại hội Văn hóa Quốc gia nhằm triển khai các phong trào và sự kiện văn hóa sau này như cuộc Triển lãm Mùa xuân 1958 và Đệ nhất triển lãm Mỹ thuật Quốc tế Sàigòn (26/10/1962) mà ông lả Tổng Đặc ủy kiêm Tổng thư ký . 

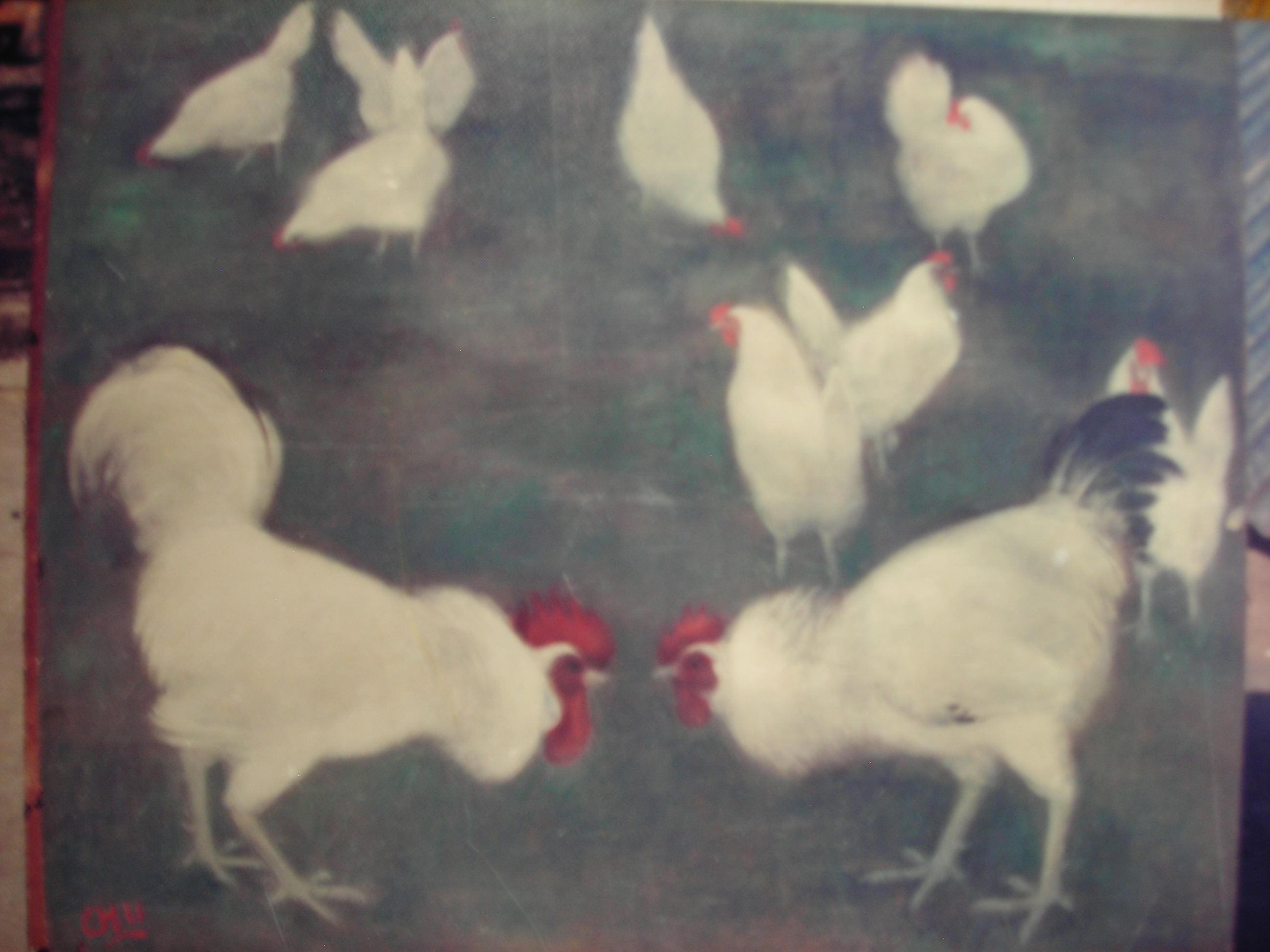
Chọi gà, dầu trên lụa 46x38, 1968

Tuy ông ảnh hưởng theo trường phái của các danh họa trường Mỹ thuật Đông Dương (EBAI), khi trong ban giám khảo của một số triển lãm, ông thường ủng hộ các họa sĩ trẻ vì quan niệm phóng khoáng của ông:
" Nghệ thuật là phải sáng tạo. Mặc dầu bây giờ còn nhiều khuynh hướng hiện thực cùng ấn tượng nhưng tôi tin rằng mai đây tương lai nghệ thuật sẽ tiến tới các trường phái lập thể (cubisme), vô hình dung (non figuratif) và trừu tượng (abstrait). Thật ra vì còn đương tìm hiểu nên tôi vẩn vẽ theo lối hiện thực mới trong đó có pha tính chất ấn tượng (réalisme – impressionnisme). Tôi ưa sử dụng sơn dầu hơn cả vì chỉ chất sơn dầu mới đủ khả năng lột tả tâm hồn họa sĩ và phẩm chất của nó có tính chất quốc tế hơn.”

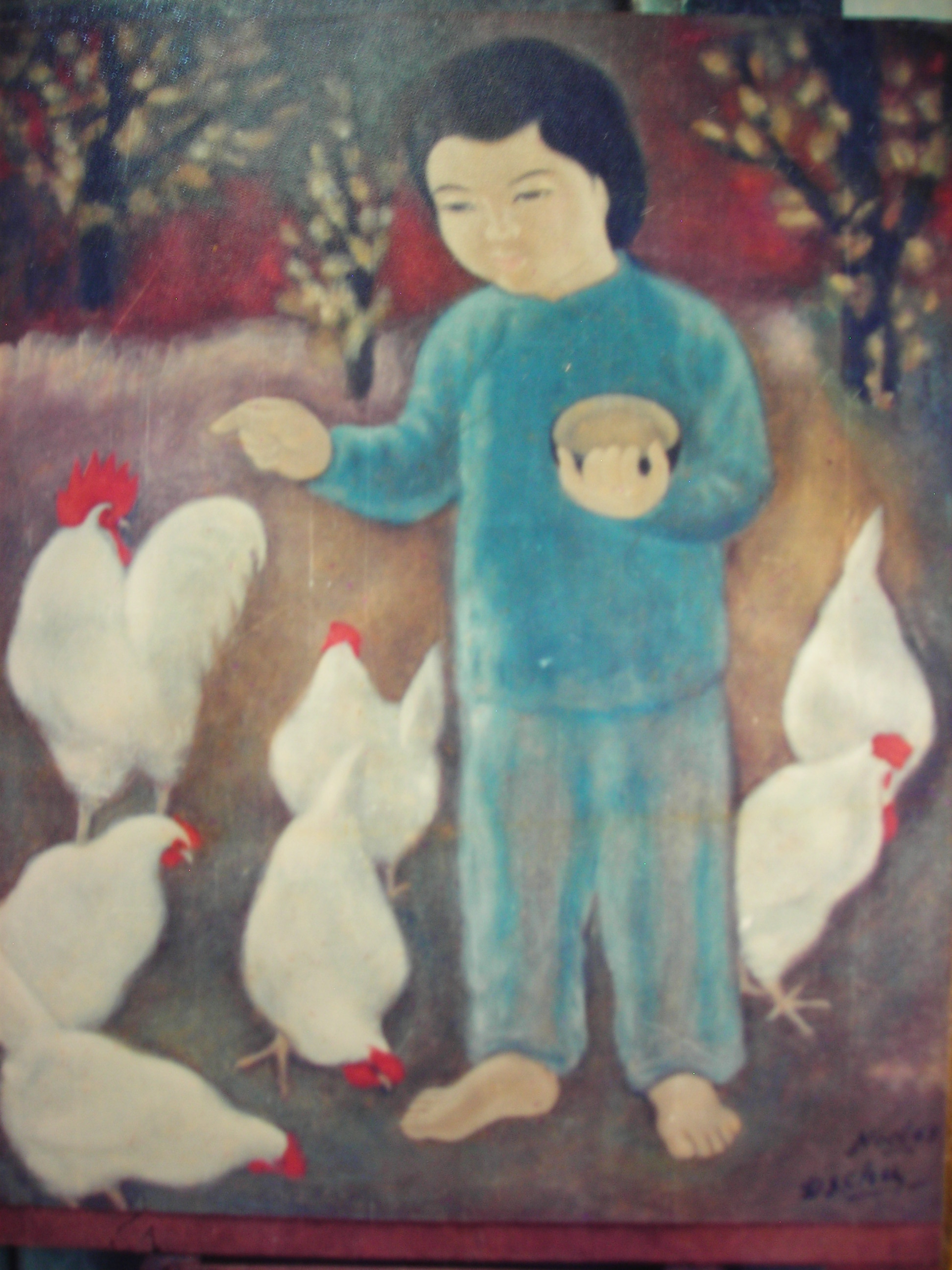
Bé gái cho gà ăn, 46x38

Điển hình là bức tranh " Phong cảnh Thủ Đức " là phong cách riêng biệt của họa sĩ Đào Sĩ Chu, được in trên trang tháng Ba của cuốn lịch năm 1959 do Sở Thông tin Hoa Kỳ ấn hành..
Năm 1959, ông có triển lãm chung với Thái Tuấn, Duy Thanh, Vị Ý, Lê Thị Quang, Ngọc Dũng, Phạm Thị Khánh tại phòng Thông tin Đô Thành - Sài Gòn.
Trong thập niên 60, ông là Giáo sư Trường Quốc gia Cao đẳng Mỹ thuật Gia Định và thường viết nhiều bài chuyên môn như Hội họa Trung Hoa, Nhật Bản, Khảo cứu về Đông dược bằng phương pháp thực nghiệm cho các nguyệt san Bách Khoa, Phương Đông. Từ năm 1970, ông được trường đại học Minh Đức, khoa Nhân văn và Nghệ thuật mời làm giảng viên và cố vấn.
Ông mất vào ngày 16 tháng 6 năm 1974 (năm Giáp Dần) tại Sàigòn.

## Sau năm 1975
Những lý thuyết mỹ thuật của Đào Sĩ Chu bị phê phán bởi họa sĩ Nguyễn Phi Hoanh (1904 - 2001), tốt nghiệp trường mỹ thuật Toulouse, tác giả quyển sách Mỹ thuật Việt Nam, chương XI, trang 247 - 277, do Nhà Xuất Bản Thành phố Hồ Chí Minh in vào tháng 11 năm 1984.
Mãi đến thập niên 1990, tên tuổi họa sĩ Đào Sĩ Chu mới được nhắc đến qua hai cuộc triển lãm tuyển tập của các danh họa Việt Nam của hai nhà sưu tập tư nhân Trương Văn Ý (05/1992) và Bùi Quốc Chí - bộ sưu tập Đức Minh-VN (1998).
Sau đó trong một cuộc đấu giá tranh tại Sotheby's Singapore, tháng 04 năm 2002, thấy xuất hiện một họa phẩm của Đào Sĩ Chu "Bé gái cho gà ăn" (là một trong những tác phẩm cuối cùng sáng tác đầu năm 1974).
Tiếp theo năm 2009 trong tháng 10, một cuộc đấu giá tranh tại Pháp, qua mạng ghi nhận một tác phẩm khác của Đào Sĩ Chu là "Phụ nữ trẻ đang suy tư" (sáng tác năm 1962).
Theo báo Nhân dân điện tử (25/06/2011), Bảo tàng Mỹ thuật Việt Nam hiện có trong kho hơn 400 tranh sơn dầu trong đó gần 30 bức tranh sáng tác trước năm 1945 thường được gọi là tranh cận đại của các họa sĩ Lê Huy Miến (1898 - 1905), Trần Văn Cẩn, Tô Ngọc Vân,... bên cạnh đó còn có chín bức tranh của họa sĩ Đào Sĩ Chu không ghi năm sáng tác cụ thể cũng được xếp vào danh sách tranh cận đại.
Một bức tranh "Phong cảnh" của họa sĩ Đào Sĩ Chu đang được trưng bày tại Bảo tàng Mỹ thuật Thành phố Hồ Chí Minh .